# 前橋初市まつり
前橋初市まつり（まえばしはついちまつり）は、毎年1月9日に群馬県前橋市の中心部で行われる、前橋の年の初めを飾る祭り。前橋まつり、前橋七夕まつりとともに前橋三大まつりに数えられる前橋の春の風物詩である。

## 概要
前橋初市まつりの起源は、毎月4と9の日に開かれていた日用品や生糸の市だと言われ、酒井重忠が厩橋城（後の前橋城）主だった時代の1617年（元和3年）に始まった。
だるまなどの縁起物の露店が多く出るので通称「だるま市」の名で親しまれている。祭りは10：00ごろのだるま供養（御焚上）で始まり、市神様を仮宮に移す渡御の儀と続き、21：30まで行われ、露店は夜遅くまで賑わう（交通規制は23：00まで）。
2017年（平成29年）の初市まつりは、初市開始から400年かつ酒井重忠没後400年を記念して、創祀四百年記念事業と銘打って数々のイベントが催された。

## アクセス

### 鉄道
- 前橋駅から徒歩で約10分[1]
- 中央前橋駅[1]

### 道路
- 関越自動車道前橋ICから国道17号方面へ約5km[1]
- ヤマダグリーンドーム前橋第6駐車場（無料）から中央商店街（前橋テルサ前停留所）の間の無料おまつりバスあり（10分間隔）[1]